# Barranco de Riu de Llastres
Barranco de Riu de Llastres är ett periodiskt vattendrag i Spanien.   Det ligger i regionen Katalonien, i den östra delen av landet, 400 km öster om huvudstaden Madrid.